# ドクツルタケ
ドクツルタケ（毒鶴茸、学名: Amanita virosa）は、ハラタケ目テングタケ科テングタケ属の中型から大型のキノコ。全体が白色で林の中でもよく目立ち、ツバから下の柄はささくれる。毒キノコのひとつで、1本誤食するだけで人を死に至らしめるほどの猛毒をもち、欧米などの英語圏では「殺しの天使」「死の天使」「破壊の天使」とよばれ恐れられている。

## 名前
和名「ドクツルタケ」は毒があることに加えて、ツルタケ（特にその変種のシロツルタケ）に似ているからとも、長い柄と純白な形態がツルの姿を連想させるからなど諸説ある。地方名は形態的な特徴や毒性、死亡率の高さに因んだものが多く、シロコドク（秋田県）、やたらめったら人が死ぬことからヤタラタケ、当たる（中る）と死んでしまうことから鉄砲と掛け合わせたとみられるテッポウタケのほか、ブスキノコ、ドクモダシ、アシタケ、シロタマゴテングタケの地方名がある。
英語名はほかの白い近縁種も含めて Destroying Angel（殺しの天使、破壊の天使）や Death Angel（死の天使）と呼ばれる。特に本種を指定したいときはEuropean（ヨーロッパの）などの分布地を頭に付けて呼ぶことも多い。これらは毒性の強さと白く美しい形態的特徴に由来とみられる。フランス語名 Amanite vireuse（有毒なテングタケ）、学名の種小名 virosa もラテン語で「有毒の」という意味の virosus に由来。アラビア語やポーランド語名も同じ意味。ロシア語名は露: Мухомо́р воню́чий（臭いハエ取りキノコ）でおそらくは成熟した子実体に独特の悪臭があることに因み、ウクライナ語名なども同じ意味。中国語名は鱗柄白鵝膏（鱗状の柄を持つ白いテングタケ）で柄のだんだら模様やささくれを魚の鱗に例えたもの。

## 生態
模式標本はヨーロッパの森林地帯で林床から発生したものを採ったことになっているが樹種については記載がない。外生菌根菌。他のテングタケ科同様にナラやコナラなどのブナ科やカバノキ科などの広葉樹、もしくはマツ科針葉樹などに外生菌根を形成し栄養や抗生物質のやり取りなどを行う共生関係にあると考えられている。子実体は林床から発生し、日本では初夏から晩秋にかけてに多い。

### 分布
北半球一帯、ユーラシア地域に幅広く分布する種とされている。オーストラリアでは帰化したものが分布する。平地から山地までふつうに分布し、夏から秋にかけて、マツ・モミ・ツガなどの針葉樹林や、ブナ・ナラ・ミズナラ・コナラなどの広葉樹林やそれら混生林（雑木林）、亜高山帯針葉樹林などの地上に発生し、真っ白なため薄暗い林の中でも目につきやすい。

## 形態
子実体はハラタケ型（agaricoid）で全体的に白色である。中型からやや大型で傘の直径は原記載論文の欧州産個体で6–11センチメートル (cm)、 日本の文献では5–15cmという数値もある。テングタケ属に特徴的なschizohymenial development（和名未定）という発生様式を採り、卵状の構造物内に子実体が形成され、成長と共にこれを破って出てくる。この発生様式の名残で根元には明瞭なツボを持つ。
傘は白く縁には条線を持たず、はじめ鐘形から丸山形になり、生長すると中高の水平か、やや反り返る程度まで開く。湿っているときはやや粘性がある。ときに傘の中央部が淡紅色を示すこともある。傘の裏のヒダは白色で密、柄に対しては離生、幼菌でも成菌でも色の変化はない。
柄は長さ8–25 cmと細長く、色は白く、特にツバから下の部分に小鱗片が表面について、だんだら模様もしくはささくれが目立つ。根元は球根のように膨らみ、膜質でしっかりとした白色のツボを持つ。幼菌のひだは内皮膜に覆われているが、成長と共に剥がれ落ちツバとなって残る。ツバも白色の膜質で、傘のすぐ下の柄についている。肉は白色で、典型的なものでは変色性は無いが、弱く黄変するものがある。悪臭を持つ個体があるといい原記載論文にもその旨記されている。肉は水酸化カリウム水溶液を垂らすと黄色く変色する。胞子紋は白色。胞子は直径8-10μmでヨウ素水溶液で青く変色するアミロイド性。
模式標本の産地はヨーロッパである。日本産種、特に暖温帯地域や里山に分布する個体は生長と共にツバの色が黄色味を帯びることが多く、子実体もやや小さいことからAmanita virosa とは別種の可能性が指摘されている。他にも形態的に酷似した種が複数知られており、今後分類が整理される可能性が高いグループである（後述）。

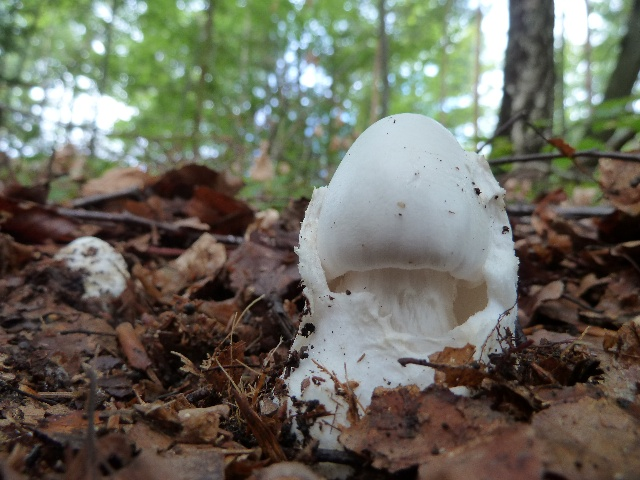
ツボから伸び始めた幼菌
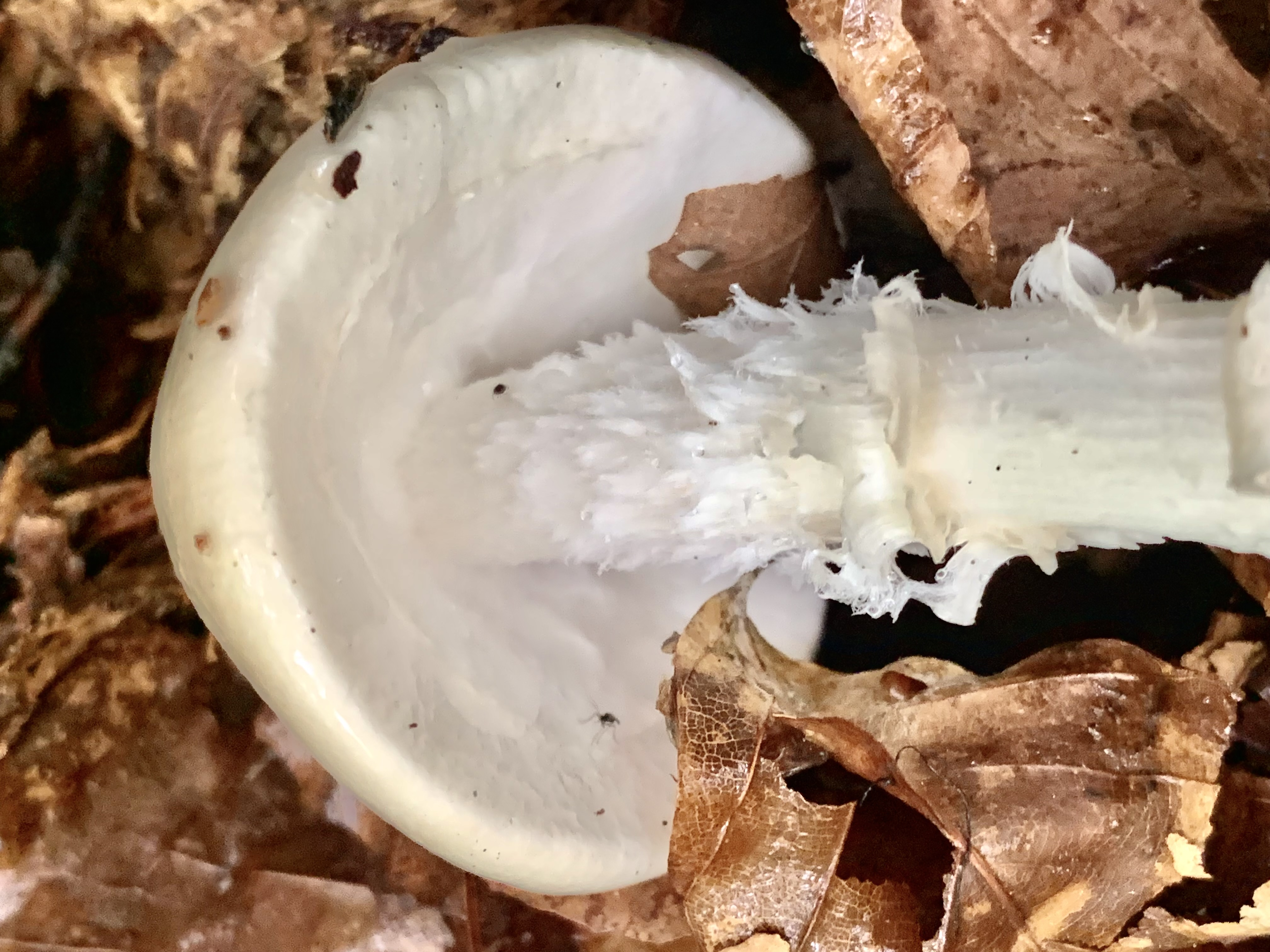
幼菌のひだを隠す内皮膜。このあと剥がれて柄にツバとして残る
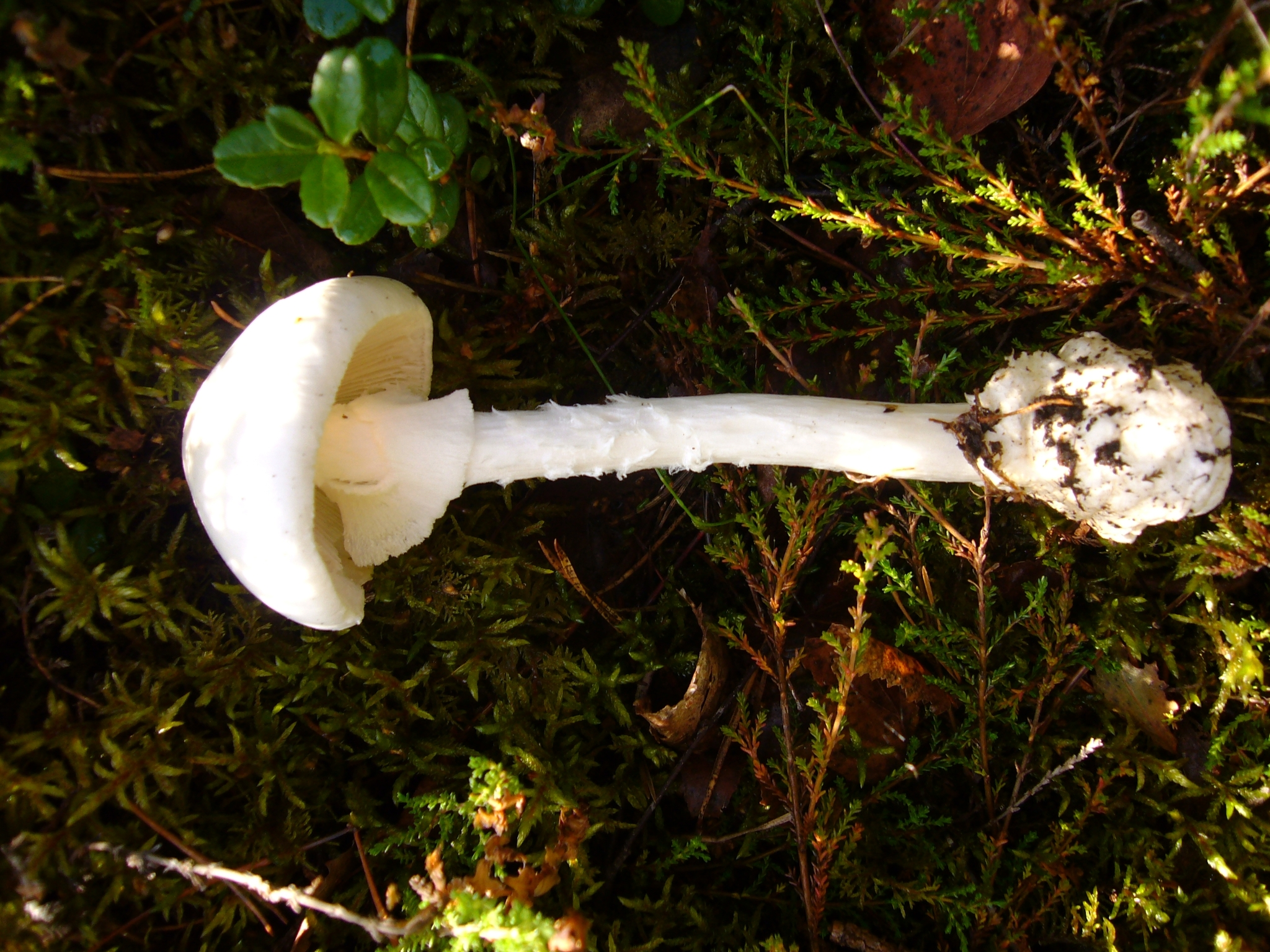
柄にはツバ、基部にツボ
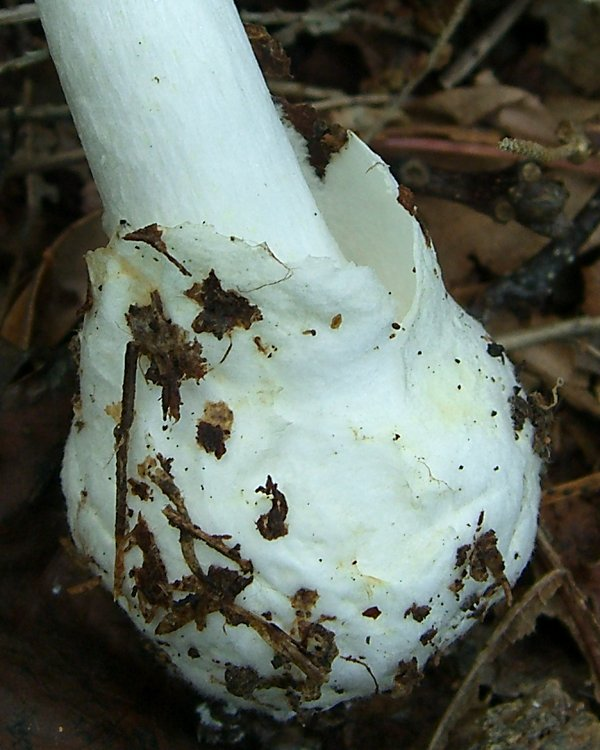
柄の基部を包み込むツボ。白色で膜質でしっかりしたもの。
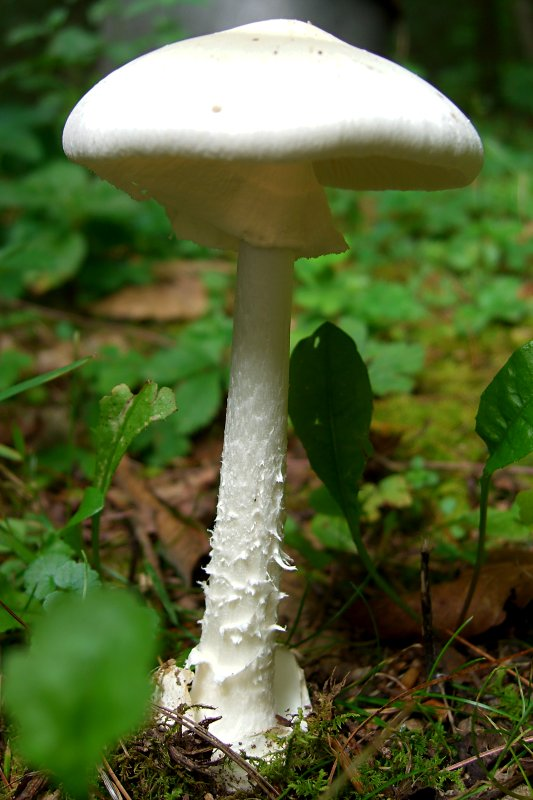
傘の縁の条線は無く、柄にはささくれが目立つ
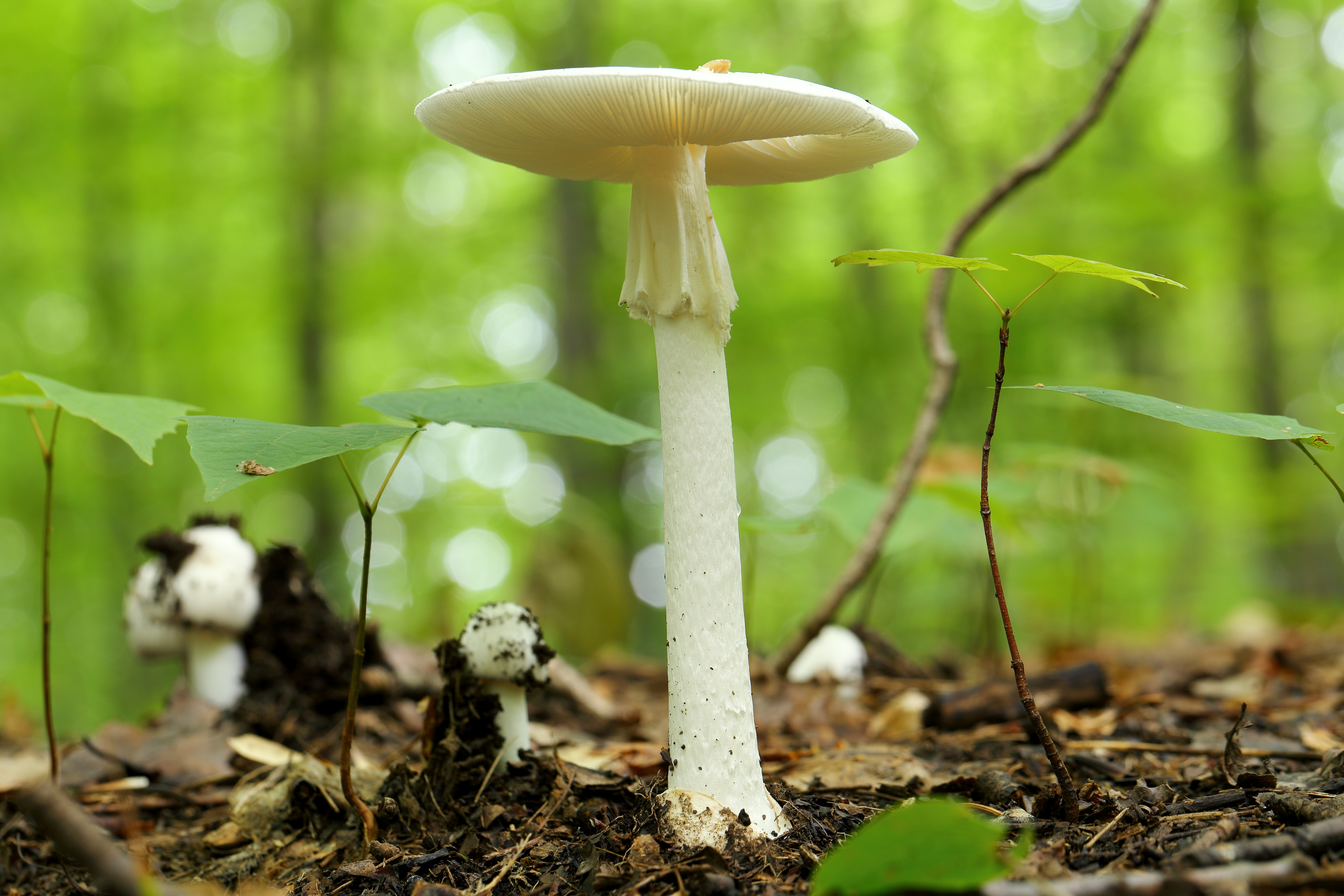
傘を完全に開いた成菌。ひだは白色、ツバも白色で膜質。

## 毒性
キノコ狩りシーズンの全期にわたって発生する致命的な猛毒種として知られ、誤食による中毒事故がしばしば報告される。テングタケ属内ではタマゴテングタケ（Amanita phalloides）、シロタマゴテングタケ（Amanita verna）と並んで最も気を付けなければならない種の一つとされる。テングタケ属は毒キノコを多く含むが、特に傘に条線がないグループに猛毒を持つ種が多いため注意が必要である。
日本での本種の中毒事例はクサウラベニタケやツキヨタケに比べるとだいぶ少ないものの、上記テングタケ属菌、コレラタケ類（Galerina spp. ヒメノガステル科）、ニセクロハツ（Russula subnigricans、ベニタケ科）と並んで死亡例が多く、注意が必要である。1989年（平成元年）から2010年（平成22年）までの期間中でのきのこ中毒による死者30人のうち、11人が本種によるものであるといい、全体の約1/3で最も多くなっている。全体の中毒件数及び致死率は、本種が原因と断定されたもので16件52人の中毒患者が発生しており、致死率は11人/52人で約21%となる、同期間中のシロタマゴテングタケが同4人/20人で20%、ニセクロハツは4人/9人で約44%と本種よりも高かった。
毒成分はビロトキシン類、ファロトキシン類、アマトキシン類、ジヒドロキシグルタミン酸である。主要毒成分はアマトキシン類（学名Amanita由来のアマニタトキシンと呼ばれる場合もある）で致死量は体重1キログラム (kg) あたり0.1ミリグラム (mg) とされる強毒性に加えて、本種に含まれる量が非常に多いこと（1本あたり10 mg）、摂食から中毒症状が発現するまでの潜伏期が長いことなどが致命的である。
目立つ外観に致命的な毒性と中毒事故の多さ、人里近くの雑木林で普通に見られること、典型的なテングタケ属菌の特徴を持つことなどから、各地の分布地ではキノコ狩りの初心者が最初期に覚えることを推奨される種の一つである。

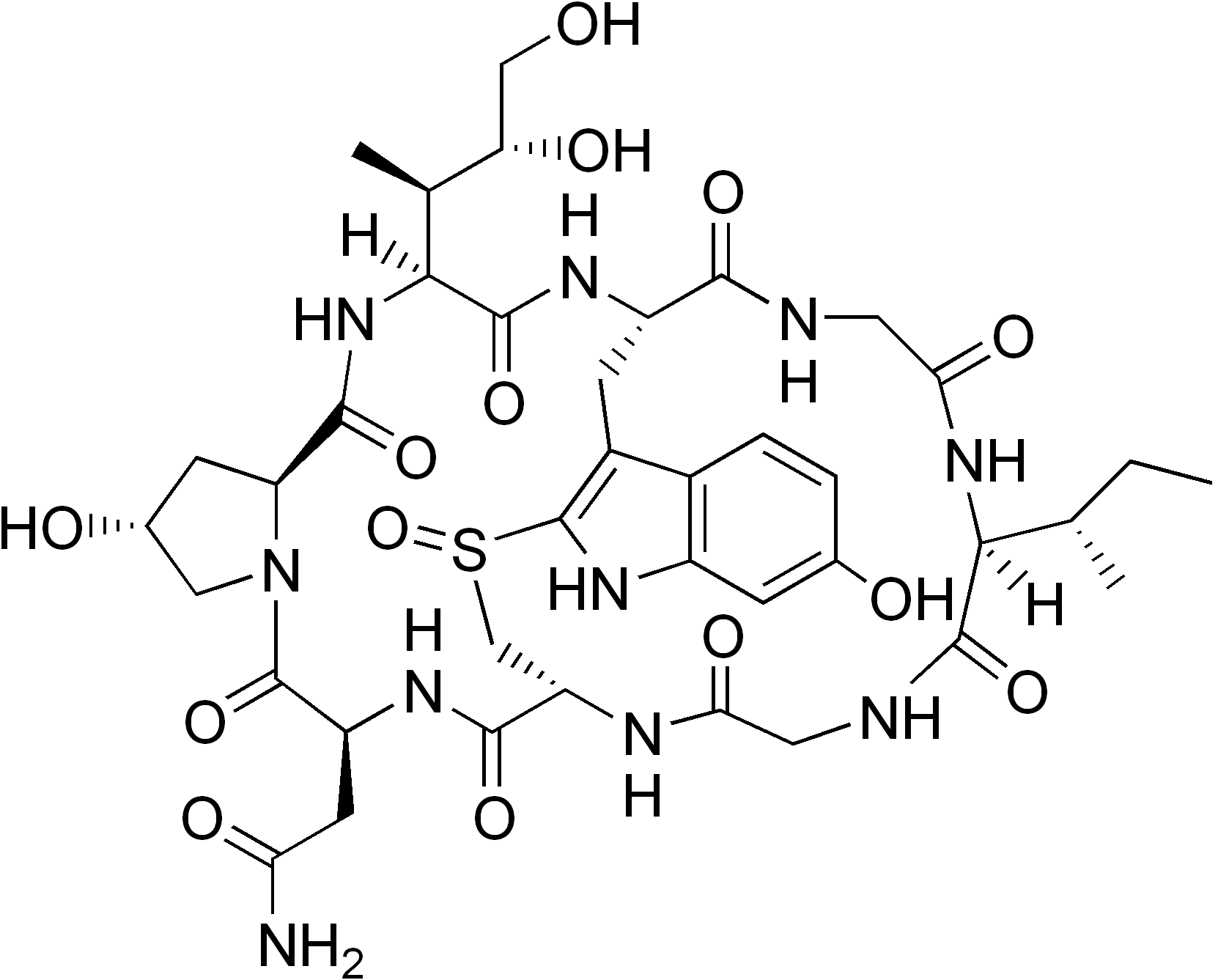
アマトキシン類の一つαアマニチンの構造式

### 症状
タマゴテングタケによる中毒症状と同じ中毒症状を起こす。中毒症状は摂食後6 - 24時間で腹痛、嘔吐、下痢（コレラ的ともいわれる水のような下痢）など胃腸系の症状があり、1日でいったん症状が治まり、偽回復期を挟んだ後に、1 - 3日後から胃腸からの大量出血、黄疸、肝臓や腎臓肥大など内臓細胞が破壊され、2 - 7日後に多臓器不全で死亡する症例が多いという。なおマウスやイヌも同様の症状を起こすという。重症例では劇症肝炎に似た症状を示し、肝機能の低下により肝臓で除去されるはずの毒素や老廃物が分解されず肝性脳症を発症することもある。

### 診断と治療
キノコが原因だと思われるときは、図鑑などを患者に見せながらの問診、未調理のキノコや食べ残しの分析、時には現地で類似種を採取するなどして食べたキノコを推定を行う。また、血液分析によるアマトキシン類の検出など。解剖の結果イヌでは回腸（小腸の後半）に出血、人では結腸（大腸の一部）に粘液便があることなどもアマトキシン中毒の特徴だという。問診の際にキノコを食べた旨を医師に伝えず（もしくは病院側の過失で伝わらず）、適切な治療を受けられずに重症化した例がしばしばみられる。
アマトキシン中毒に対しての解毒剤は知られていないものの
、中毒者が多い欧米や中国を中心に研究が進められている。抗生物質であるペニシリンやセファロスポリンのほか、アセチルシステイン、アウクビン（aucubin, アオキなどに含まれる配糖体）、シリビニン（silibinin、マリアアザミの抽出物）などが候補として挙げられ、一部は医療現場でも用いられている。2023年には新たな候補としてインドシアニングリーン（Indocyanine green）が発表された。一般には肝機能の検査薬として使われている薬であるが、アマトキシン毒素の分子構造に働きかけて毒性を弱めるという。
バスチアン法（フランス語名 protocole Bastien ）はフランスの医師ピエール・バスチアン（Pierre Bastien, 1924-2006）がアマトキシン含有量が多いタマゴテングタケを自身で食べて人体実験したもので、致死量以上食べたとしても喫食後に定期的にビタミンCの注射、ニトロフラン系抗菌薬とストレプトマイシン系の抗生物質を服用などを行うことで、致命的な肝臓の炎症を起こさなかったという体験から治療法として提案したものである。バスチアンの実験方法や論理性などについては大学等の研究者から批判もあったといわれているが、欧米を中心に追試や臨床実験が行われており、喫食後48時間以内に治療を開始すれば予後も良好だという。なお、この治療法は日本ではほとんど普及していないという。
日本での治療としては血液透析、頻回の活性炭の投与による毒素の腸肝循環の遮断、下剤や利尿剤の投与による毒素の排出促進。ペニシリンの大量投与などが行われる。

### 中毒事例
1993年7月ドクツルタケを食べた50代男性が嘔吐後病院を受診、一時期無尿になるが血液透析を繰り返し50日後退院。同年8月、名古屋市の東山動植物園内で採った白いキノコを食べた中国人留学生親子3人が中毒し母親と子供の2人が死亡し、のちに本種と断定された。都市部で発生した事故ということや、患者はきのこを食べたと訴えたのにもかかわらず、医療機関側に伝わっておらず重症化したことが話題となった。同年10月70代男性と60代妻が自宅の裏山で採ったキノコをナスと共に食べ妻は2日後、夫も2週間後に死亡。2024年7月にも長野県在住の20代男性が道路脇に生えていたドクツルタケとコテングタケモドキを採取して食した後、翌日に腹痛や下痢などを訴えて病院へ搬送されたが、6日後に死亡した事例が発生している。仮に命が助かっても一生にわたって人工透析を続けなければならないという事例もある。
日本での発生頻度は全く起こらない年、多発する年の波があるものの、近年は平均して1、2年に一度程度である。

## 類似種等
シロマツタケモドキ、ヌメリツバタケ、ハラタケなど、いずれも白色になる食用キノコがあるため、間違えないように注意が必要である。特にシロマツタケモドキは傘の裏側のヒダも白いため、少しでもドクツルタケの疑いがあるときは採取して食べないように注意喚起されている。
テングタケ属内で幾つかの類似種が知られているほか、形態的生態的な差や水酸化カリウム水溶液への反応の違いによってドクツルタケとされているものでも複数種を含んでいる可能性が指摘されていた。糟谷（2020）ではDNA解析の結果日本にはドクツルタケ（広義）には少なくとも9種類が含まれているという。以下、日本で見られる類似種をいくつか挙げる。

### 同属内
マツカサモドキ亜属タマゴテングタケ節内にはいくつかの白いキノコが知られるが、いずれも毒性が強いことが知られておりキノコ狩りでは特に区別する必要はない。いずれも肉眼的には傘に条線がない、柄にツバがある、柄の基部に袋状のツボがあるといった特徴を持つ。
シロタマゴテングタケ（Amanita verna）、子実体は小型から中型で傘の直径は5cm、柄の長さは8-10cm程度。全体に白色で傘の縁には条線を持たない。ツバも含めて白い。肉は水酸化カリウム水溶液で変色しない。野外では簡易的に小型で柄にささくれが無いものを本種とすることもあるが、水酸化カリウム水溶液との反応は必ずしも予想した通りにならないという。
アケボノドクツルタケ （Amanita palidorosea）は中型菌で傘の直径は5cm-8cm。子実体の傘の真ん中もしくは傘全体が薄い赤（肉色、淡いピンク色）や薄い黄色に染まるもの。水酸化カリウム水溶液で黄色に変色するという。胞子は球形でヨウ素水溶液で青変。この種をタマゴタケモドキの白色変種（Amanita subjunquillea var. alba）とする意見もある。
タマゴタケモドキの白色変種（Amanita subjunquillea var. alba）は中型菌で傘は3-10cmで白色だがやや黄色味を帯びることあり。柄は長さ5-15cm。肉は水酸化カリウム水溶液に反応し黄変する。
ニオイドクツルタケ （Amanita oberwinklerana）、子実体は小型から中型で傘の直径は3cm-6cm程度。全体に白色で傘の縁には条線を持たない。傘は白いが中央部や淡い黄色になることもある。ひだは白色だが成長すると黄色味を帯びる。ツバは白色。肉に塩素臭、薬品臭がある。ツボが柄に癒着する。肉は水酸化カリウム水溶液の滴下で黄色に変色しない。胞子は楕円形でヨウ素水溶液で青変（アミロイド性）。この種はドクツルタケという名前だが、分類的にはタマシロオニタケやコトヒラシロテングタケと同節（Sect. Roakoensis）に入る。コトヒラシロテングタケは外皮膜がもろく、傘には外皮膜の破片を載せる。内皮膜ももろくツバは早落性。柄の基部はタマシロと同じくしばしば大きく膨らむ。肉は水酸化カリウムには反応せず、胞子はヨウ素水溶液に反応する。
ドクツルタケ（暖地型、里山型）は、中型菌で柄のささくれも控えめ、全体的に白いがツバは黄色味を帯びるのが特徴。
ドクツルタケ（寒冷地型、亜高山型）は暖地型に比べて大型で、ツバも含めて純白。モミ属やトウヒ属を中心とした寒冷地のマツ科針葉樹林に発生すると言われ、このタイプが狭義のドクツルタケだとする研究者が多い。
Amanita virosaはヨーロッパおよびアジアに分布する種とされているが、世界各地にも子実体全体が白く形態的に酷似し、また毒性が強いことが知られている同亜属同節菌が確認されている。Amanita bisporigera（アメリカ東部産、現地名：eastern destroy angel）、Amanita ocreata（アメリカ西部、現地名：death angel）、Amanita exitialis（中国南部、現地名:致命鹅膏）など。
その他、テングタケ属菌としてはマツカサモドキ亜属キリンタケ節のシロテングタケ（Amanita neoovoidea）などがある。シロテングタケは全体に白いが、外皮膜はドクツルタケ類に比べるともろく傘の表面に茶色い外皮膜の破片が付着し、傘も含めて全体的に白い粉に覆われる。内皮膜も非常にもろくツバは早落性。ツボももろく不明瞭である。胞子はヨウ素水溶液に反応しない（非アミロイド）。よく似ているが茶色の破片を傘に付けないAmanita ovoideaという種が海外に分布する。
テングタケ亜属ではツルタケ節のシロツルタケ（Amanita vaginata var. alba）などが似るが、傘には長い条線を持つ。また柄にツバを欠き、胞子はヨウ素水溶液に反応しない。本種と間違えたと思われる事例が報告されている。タマゴタケ類（Amanita spp.）とは、特に日本で一般的な食用タマゴタケ類は傘の色が鮮やかでひだが黄色のものなので色合いが大きく異なり中毒は稀であるが、世界的には傘の色が白色系でひだが白色のタマゴタケ類を食用とする地域もあり判定には注意が必要。

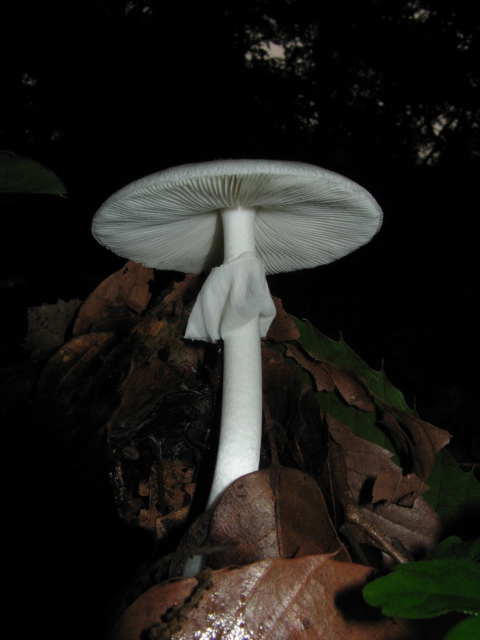
参考：柄にささくれが無いシロタマゴテングタケとされる個体
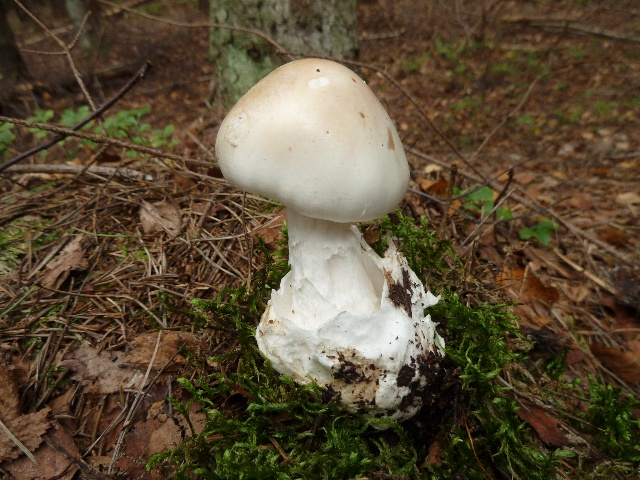
参考：傘の先端が赤いアケボノドクツルタケタイプの個体
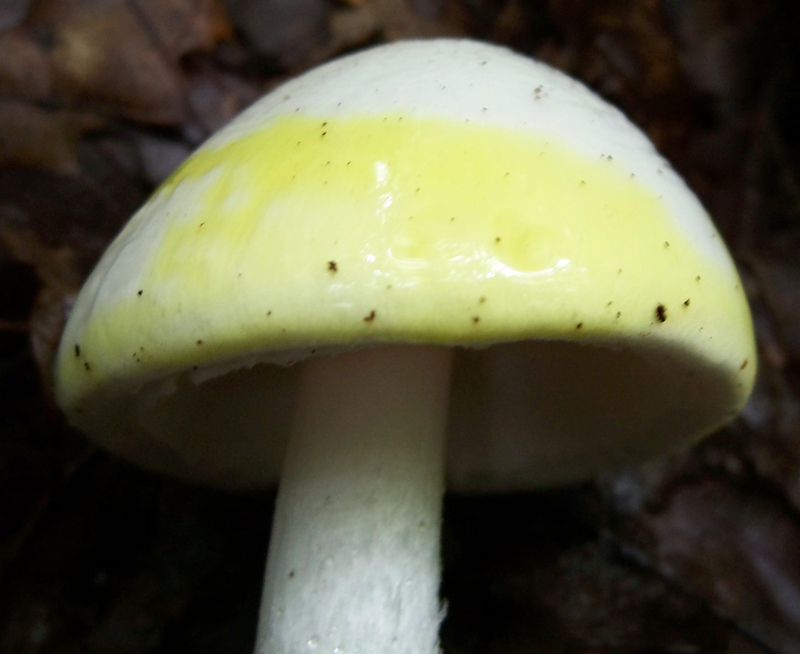
参考：水酸化カリウム水溶液による黄変は種の特定の判断材料になる（写真は別種Amanita bisporigera）
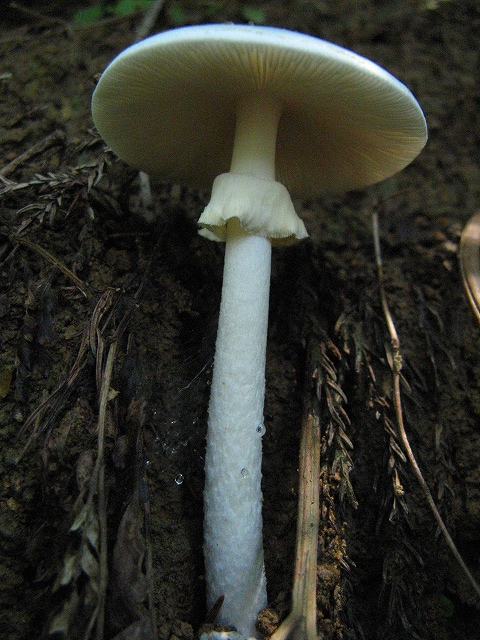
参考:ツバが黄色い類似種
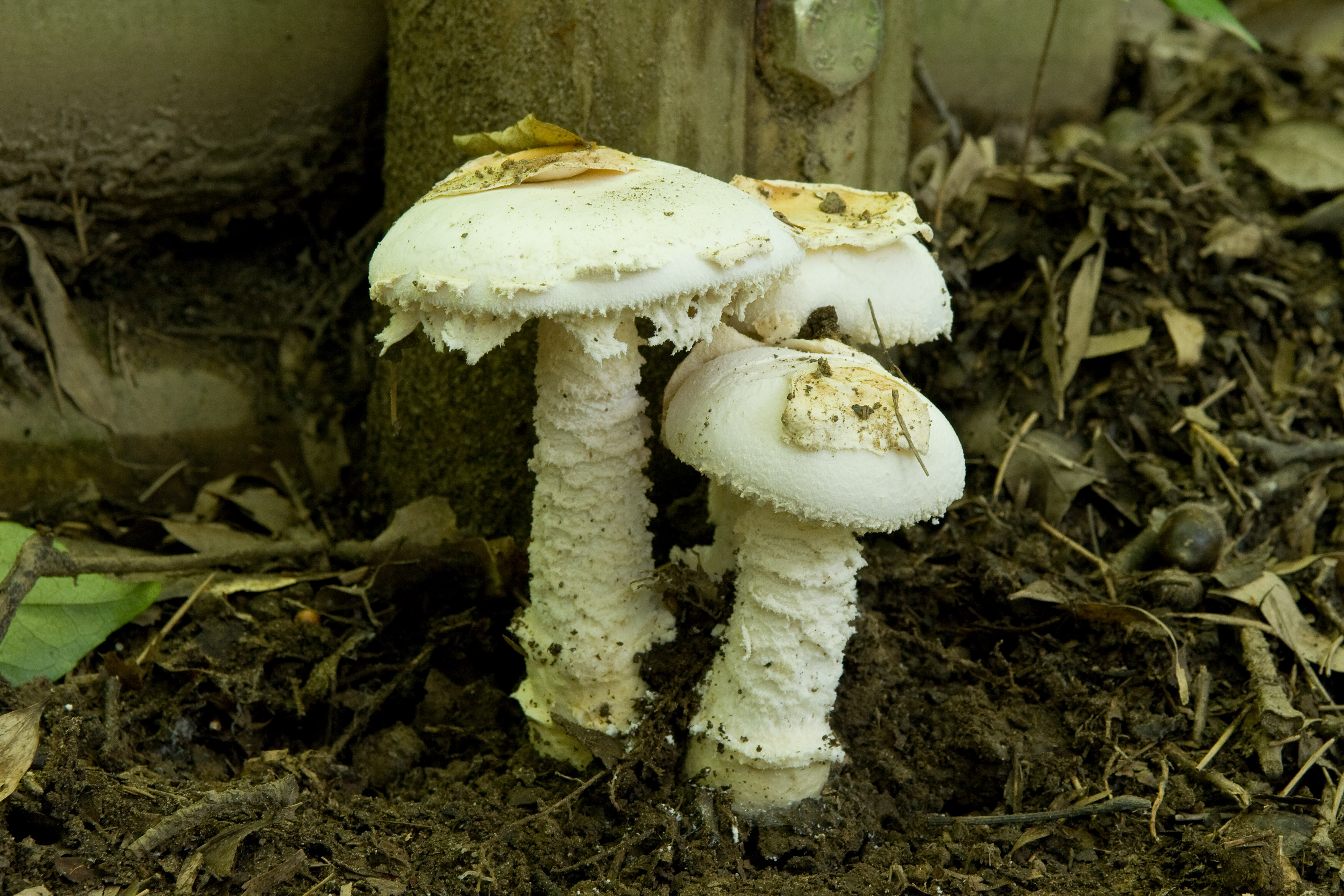
参考：シロテングタケ

### 他属他科
ハラタケ（Agaricus campestris ハラタケ科）は傘が白色だが老菌になると周囲から褐色に変わる。柄は傘に比べると短くずんぐりとしている。ひだは幼菌のうちにピンク色だが成長するにつれて紫を帯びた褐色に変わる点は大きな違いである。柄には脱落性のツバを持つ点はドクツルタケと似ているが、柄の基部にツボは持たない。また生態面でも菌根を形成せず必ずしも樹木のそばで発生するわけではない。シロオオハラタケ（Agaricus arvensis、ハラタケ科）はハラタケより大型で肉に弱い黄変性があるという。
ウスキモリノカサ（Agaricus abruptibulbus、ハラタケ科）は傘が白色、時に薄い黄色になることが和名の由来。ひだは幼菌時に白色、胞子が熟すにつれてピンク色を経て褐色に変わる。柄はささくれがあり、大きなつばを持つ。柄の基部は膨らむがツボにはならない。発生場所は森林内が多いといわれる。可食とされるが、特にひだが色づいていない幼菌は本種との誤食リスクが高く推奨されない
シロマツタケモドキ（Tricholoma radicans、キシメジ科）はツボを持たず、柄は地中深くに延びる。マツタケの近縁種であり薬品臭と共に弱いマツタケ臭がある。
シロフクロタケ（Volvopluteus asiaticus、ウラベニガサ科）は全体が白色であるが、柄にだんだら模様は出ず平滑かつ、ツバを欠く。ひだは幼菌のうちは白色だが成長するとピンク色になる。柄の基部には白色で膜質のツボを持つ。可食で中華料理、東南アジア料理で使われるフクロタケ（Volvariella volvacea ウラベニガサ科）と同じように使えるといわれるが、ツボがある点も含めて酷似しており、ひだが白い幼菌の食用目的の採取は特に推奨されない。ツバの有無は判別ポイントの一つであるが、本種のツバが脱落した可能性も考慮して同定すること。
このほかに、オトメノカサ（Cuphophyllus virgineus ヌメリガサ科）や、ホコリタケ属（Lycoperdon）との誤食が報告されている。
根元から丁寧に引き抜き、ツバやツボの有無（ただしツバは取れて消失している可能性にも注意）、傘やひだの形状と色などを注意深く観察し、また、腐生菌の場合は子実体の発生場所を観察し共生樹木の有無を見ることなどにより判別可能であるが、食用価値の高い幼菌、森林性の種や樹木の近くに生えたものなどは難しい場合もある。ドクツルタケ類の毒性が極めて強く事故防止のために、特に素人は白いキノコは観察だけに留め、摂食は避けるべきだとする意見もある。

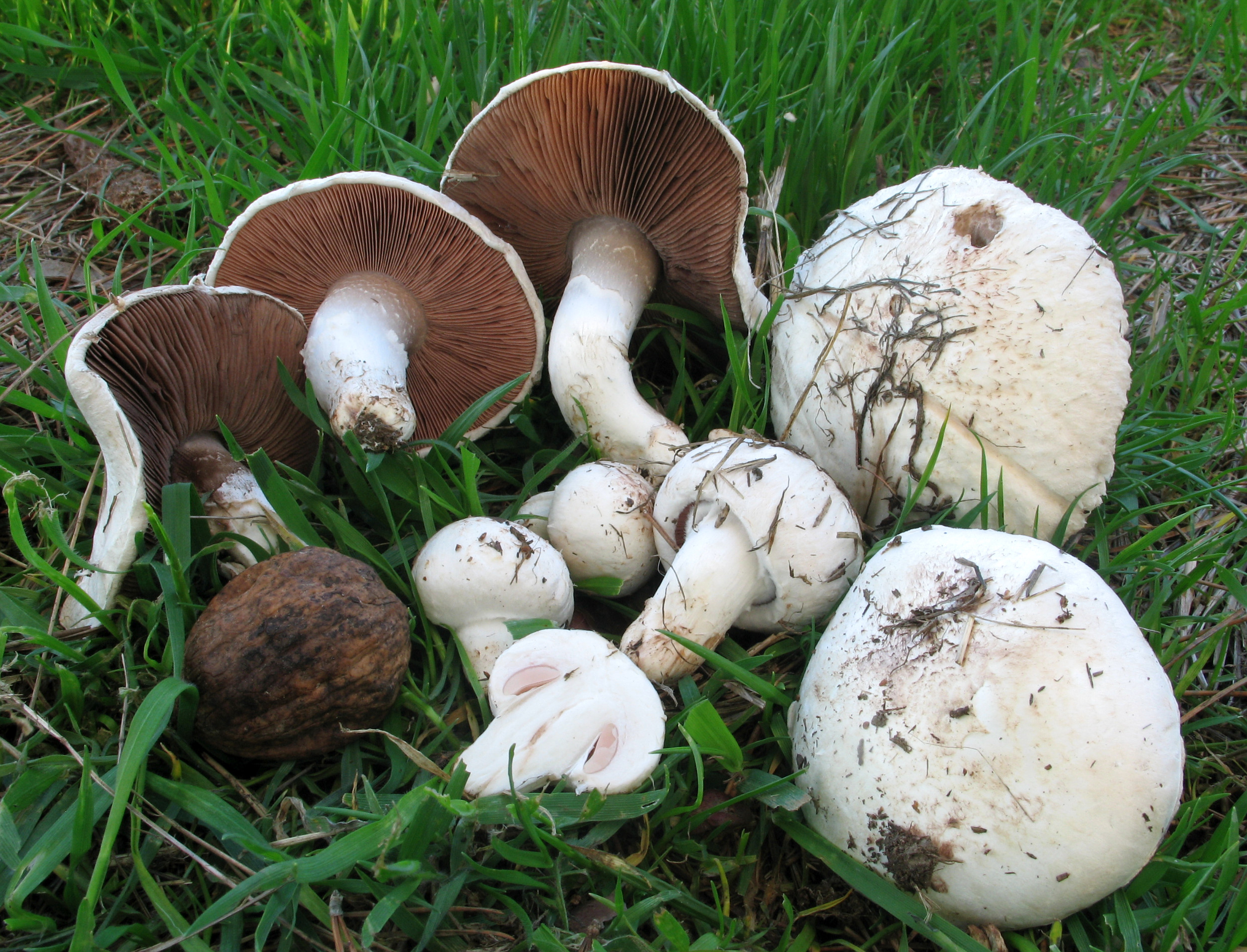
ひだがピンクから褐色に変化するハラタケ
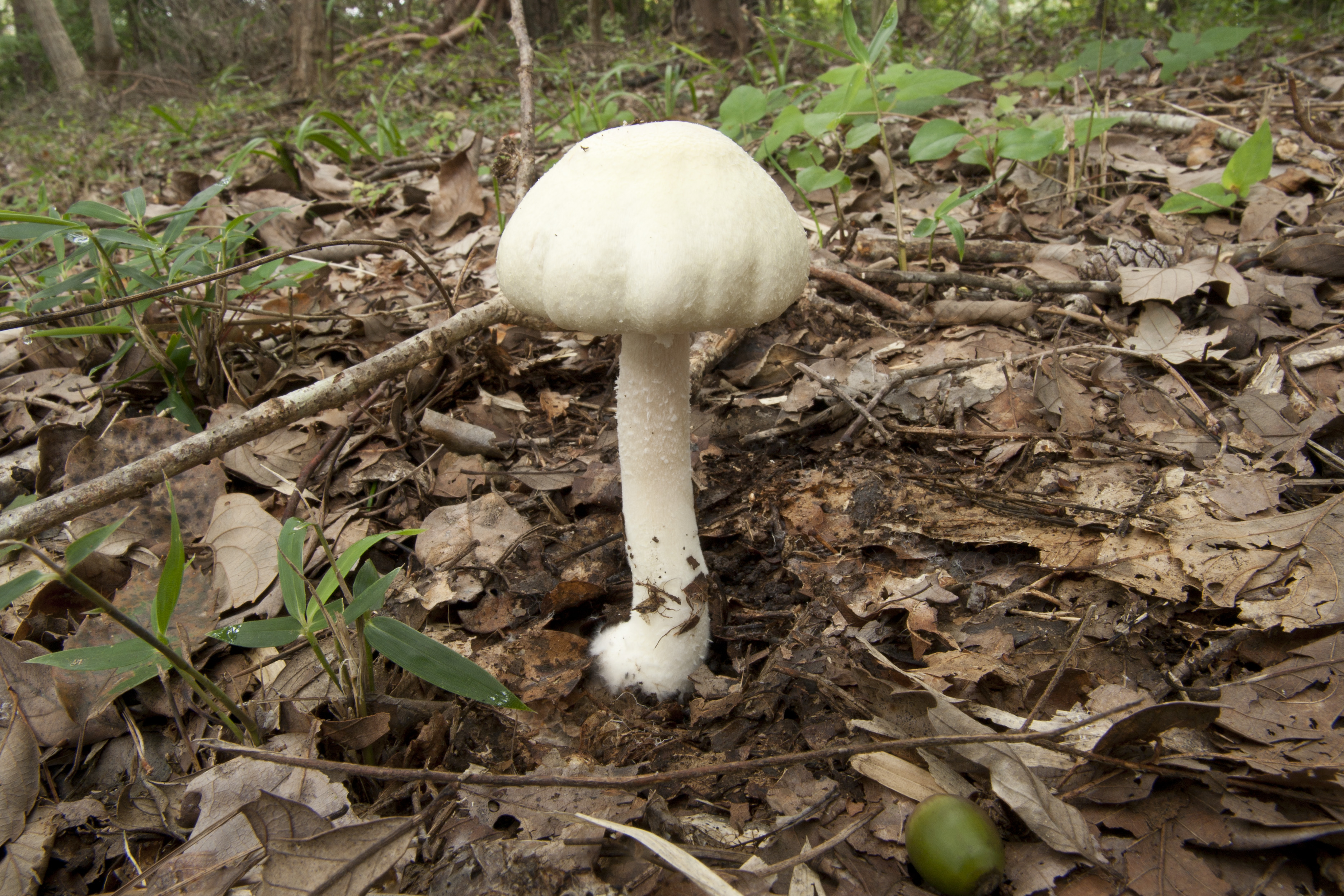
参考：ウスキモリノカサ。森林性のハラタケ類である。
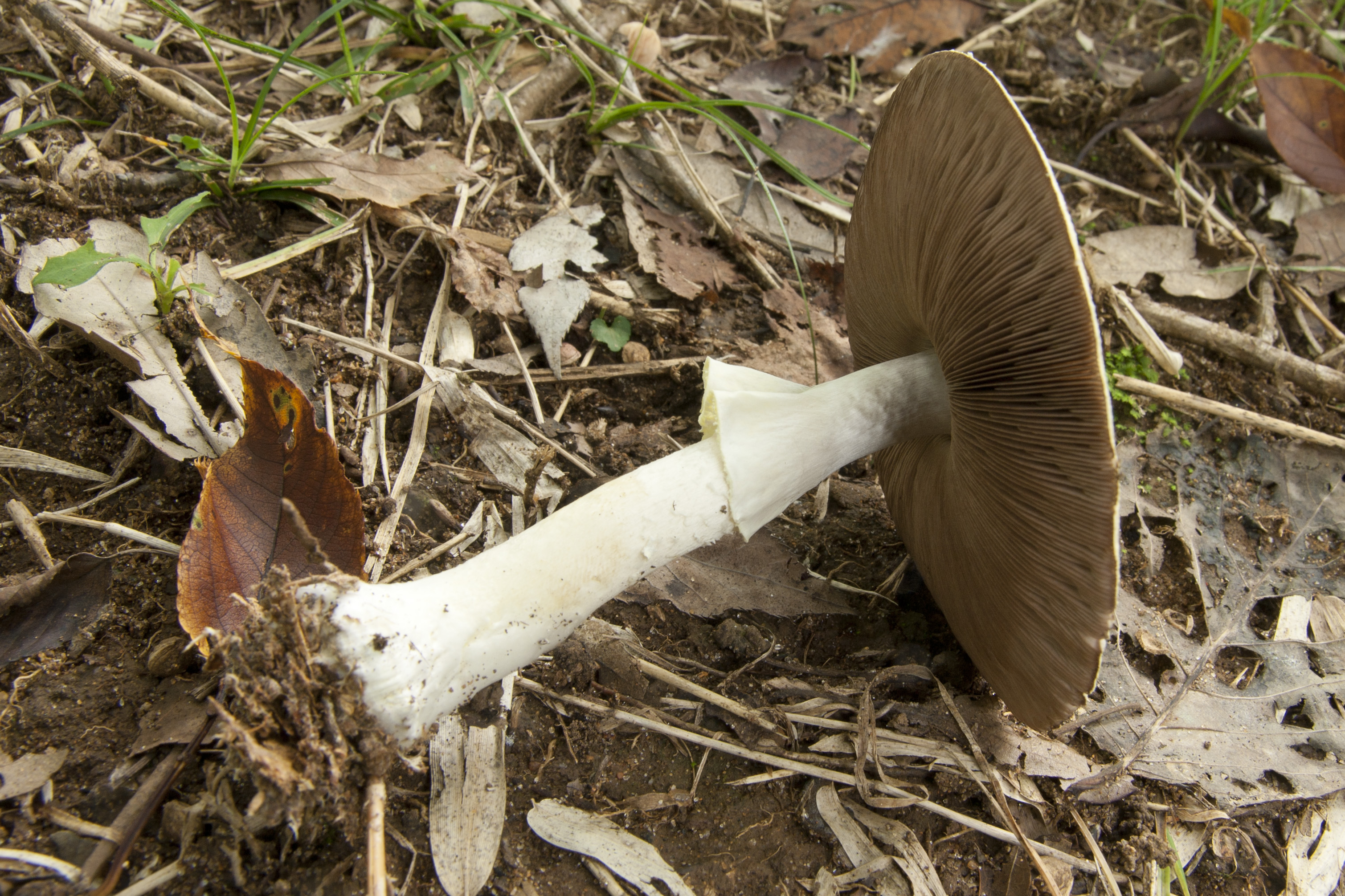
老菌のひだは着色するが、幼菌のひだは白いウスキモリノカサ
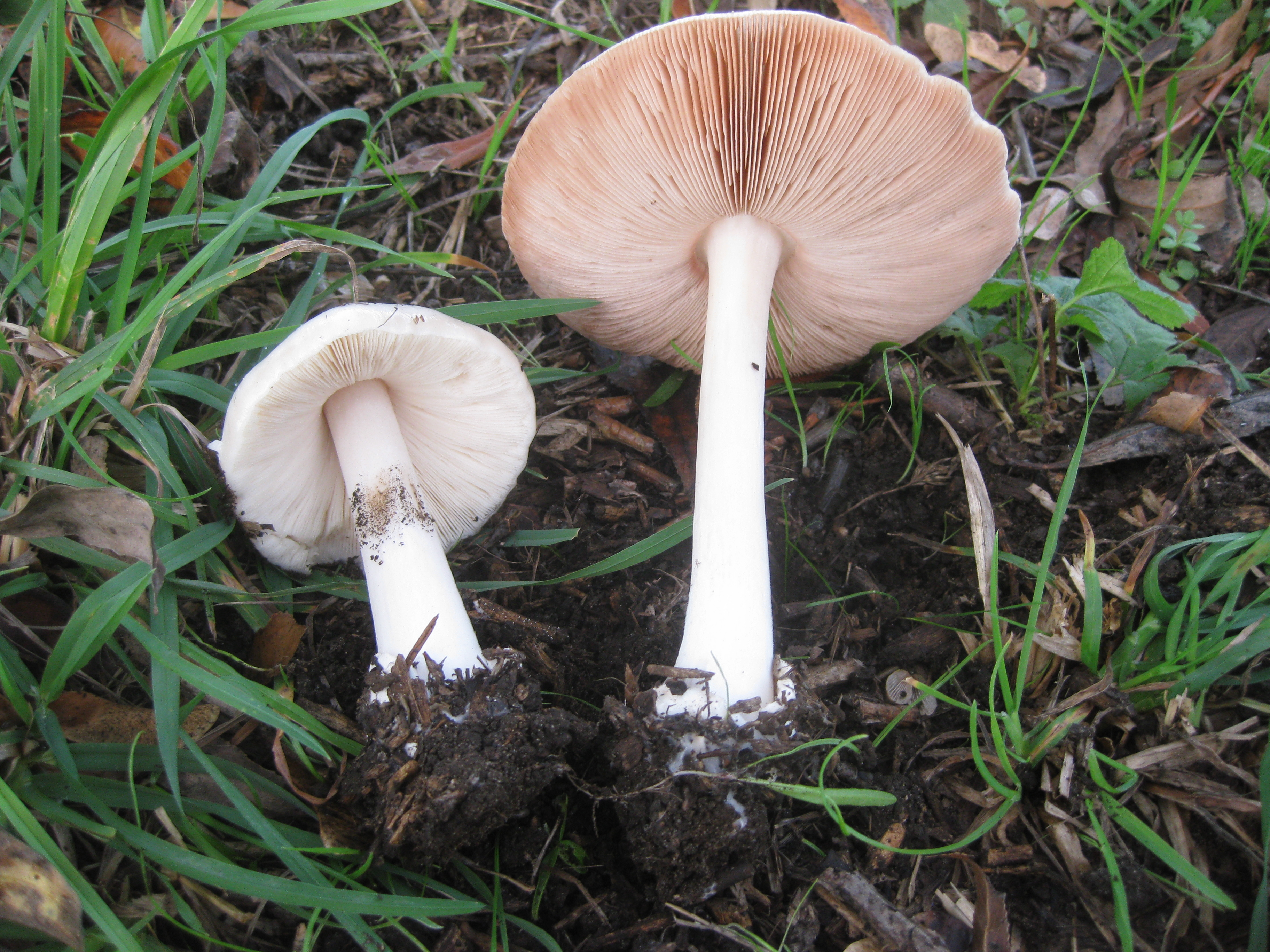
参考シロフクロタケ
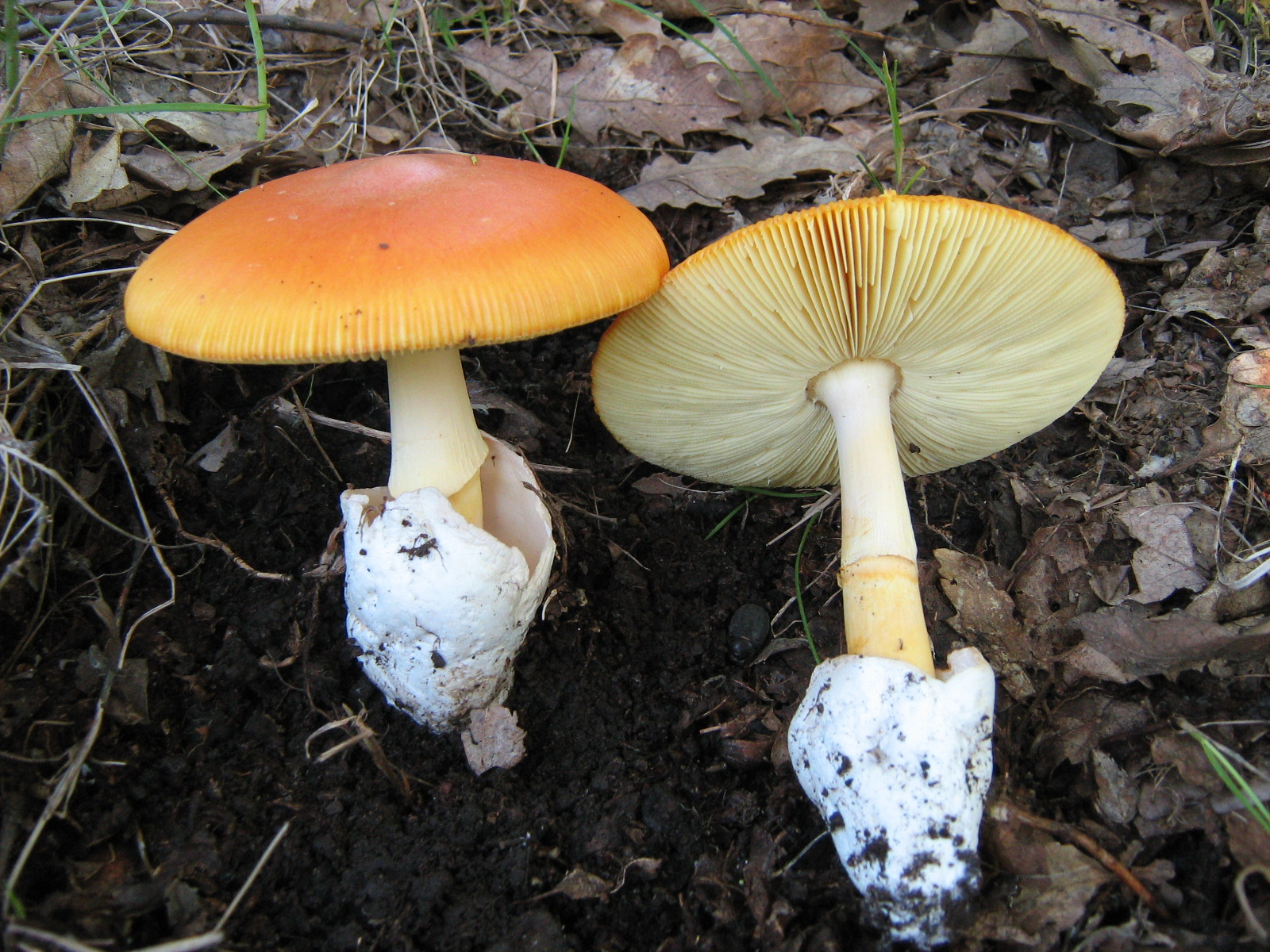
参考：セイヨウタマゴタケ。ひだは黄色い。